# 6544 Stevendick
6544 Stevendick è un asteroide della fascia principale. Scoperto nel 1986, presenta un'orbita caratterizzata da un semiasse maggiore pari a 2,7687040 au e da un'eccentricità di 0,1101849, inclinata di 3,38631° rispetto all'eclittica.
L'asteroide è dedicato all'astronomo statunitense Steven J. Dick.